# Interlands Duits voetbalelftal 1940-1949
Deze pagina toont een chronologisch en gedetailleerd overzicht van de interlands die het Duits voetbalelftal heeft gespeeld in de periode 1940 – 1949.

## Interlands

### 1940
|                                                                      |                                  |       |                              |                                                                                |
| 7 april Vriendschappelijk № 170 «onderlinge duels» 15:00 uur (UTC+2) | Duitsland                        | 2 – 2 | Hongarije                    | Olympiastadion, Berlijn Toeschouwers: 90.000 Scheidsrechter: Louis Baert (BEL) |
| 7 april Vriendschappelijk № 170 «onderlinge duels» 15:00 uur (UTC+2) | Jupp Gauchel 3' Franz Binder 25' |       | 4' Géza Told 45' Béla Sárosi | Olympiastadion, Berlijn Toeschouwers: 90.000 Scheidsrechter: Louis Baert (BEL) |

|                                                                       |                  |       |                                        |                                                                                  |
| 14 april Vriendschappelijk № 171 «onderlinge duels» 16:30 uur (UTC+2) | Duitsland        | 1 – 2 | Joegoslavië                            | Praterstadion, Wenen Toeschouwers: 60.000 Scheidsrechter: Generoso Dattilo (ITA) |
| 14 april Vriendschappelijk № 171 «onderlinge duels» 16:30 uur (UTC+2) | Ernst Lehner 67' |       | 24' Svetislav Glišović 38' Franjo Wölf | Praterstadion, Wenen Toeschouwers: 60.000 Scheidsrechter: Generoso Dattilo (ITA) |

|                                                                    |                                      |       |                                          |                                                                              |
| 5 mei Vriendschappelijk № 172 «onderlinge duels» 15:30 uur (UTC+1) | Duitsland                            | 3 – 2 | Italië                                   | San Siro, Milaan Toeschouwers: 65.000 Scheidsrechter: Mihály Iváncsics (HUN) |
| 5 mei Vriendschappelijk № 172 «onderlinge duels» 15:30 uur (UTC+1) | Gino Colaussi 17' Sergio Bertoni 25' |       | 28', 52' Franz Binder 58' Amedeo Biavati | San Siro, Milaan Toeschouwers: 65.000 Scheidsrechter: Mihály Iváncsics (HUN) |

|                                                                      | |       |                                                |                                                                                             |
| 14 juli Vriendschappelijk № 173 «onderlinge duels» 16:00 uur (UTC+2) | Duitsland                                                                                          | 9 – 3 | Roemenië                                       | Waldstadion, Frankfurt am Main Toeschouwers: 40.000 Scheidsrechter: Raffaele Scorzoni (ITA) |
| 14 juli Vriendschappelijk № 173 «onderlinge duels» 16:00 uur (UTC+2) | Ernst Plener 16', 59' Wilhelm Hahnemann 19', 26' Fritz Walter 33', 76', 81' Hans Fiederer 58', 63' |       | 53' (pen.) Iuliu Baratky 70' Silviu Ploeşteanu | Waldstadion, Frankfurt am Main Toeschouwers: 40.000 Scheidsrechter: Raffaele Scorzoni (ITA) |

|                                                                          | |        |         |                                                                                      |
| 1 september Vriendschappelijk № 174 «onderlinge duels» 15:30 uur (UTC+2) | Duitsland | 13 – 0 | Finland | Probstheidaer Stadion, Leipzig Toeschouwers: 40.000 Scheidsrechter: Otto Remke (DEN) |
| 1 september Vriendschappelijk № 174 «onderlinge duels» 15:30 uur (UTC+2) | Wilhelm Hahnemann 7', 19', 28', 44', 49', 82' Edmund Conen 8', 16', 32', 47' Fritz Walter 11', 68' Willi Arlt 62' |        |         | Probstheidaer Stadion, Leipzig Toeschouwers: 40.000 Scheidsrechter: Otto Remke (DEN) |

|                                                                           |           |                  |           |                                                                                     |
| 15 september Vriendschappelijk № 175 «onderlinge duels» 16:00 uur (UTC+2) | Slowakije | 0 – 1            | Duitsland | Tehelné pole, Bratislava Toeschouwers: 10.000 Scheidsrechter: Giuseppe Scarpi (ITA) |
| 15 september Vriendschappelijk № 175 «onderlinge duels» 16:00 uur (UTC+2) |           | 81' Ludwig Durek |           | Tehelné pole, Bratislava Toeschouwers: 10.000 Scheidsrechter: Giuseppe Scarpi (ITA) |

|                                                                        |                                       |       |                                        |                                                                                 |
| 6 oktober Vriendschappelijk № 176 «onderlinge duels» 15:00 uur (UTC+1) | Hongarije                             | 2 – 2 | Duitsland                              | Üllői út, Boedapest Toeschouwers: 32.000 Scheidsrechter: Generoso Dattilo (ITA) |
| 6 oktober Vriendschappelijk № 176 «onderlinge duels» 15:00 uur (UTC+1) | István Kiszely 31' Mihály Kincses 61' |       | 24' Ernst Lehner 58' Wilhelm Hahnemann | Üllői út, Boedapest Toeschouwers: 32.000 Scheidsrechter: Generoso Dattilo (ITA) |

|                                                                         |                                                                                |       |                                              | |
| 20 oktober Vriendschappelijk № 177 «onderlinge duels» 15:00 uur (UTC+2) | Duitsland                                                                      | 7 – 3 | Bulgarije                                    | Städtisches Stadion an der Grünwalder Straße, München Toeschouwers: 30.000 Scheidsrechter: Ernő Kiss (HUN) |
| 20 oktober Vriendschappelijk № 177 «onderlinge duels» 15:00 uur (UTC+2) | Ludwig Gärtner 12' Andreas Kupfer 17' Edmund Conen 19' (pen.) Ernst Lehner 77' |       | 20', 36' Hristo Evtimov 75' Liubomir Angelov | Städtisches Stadion an der Grünwalder Straße, München Toeschouwers: 30.000 Scheidsrechter: Ernő Kiss (HUN) |

|                                                                         |                                          |       |           |                                                                                    |
| 3 november Vriendschappelijk № 178 «onderlinge duels» 14:30 uur (UTC+1) | Joegoslavië                              | 2 – 0 | Duitsland | Tratinska cesta, Zagreb Toeschouwers: 15.000 Scheidsrechter: Giuseppe Scarpi (ITA) |
| 3 november Vriendschappelijk № 178 «onderlinge duels» 14:30 uur (UTC+1) | Vojin Božović 44' Zvonko Cimermančić 63' |       |           | Tratinska cesta, Zagreb Toeschouwers: 15.000 Scheidsrechter: Giuseppe Scarpi (ITA) |

|                                                                          |                  |       |            |                                                                                     |
| 17 november Vriendschappelijk № 179 «onderlinge duels» 14:30 uur (UTC+2) | Duitsland        | 1 – 0 | Denemarken | Stadion Hoheluft, Hamburg Toeschouwers: 28.000 Scheidsrechter: Bertil Ahlfors (FIN) |
| 17 november Vriendschappelijk № 179 «onderlinge duels» 14:30 uur (UTC+2) | Helmut Schön 62' |       |            | Stadion Hoheluft, Hamburg Toeschouwers: 28.000 Scheidsrechter: Bertil Ahlfors (FIN) |

### 1941
|                                                                      |                                                                 |       |                                        |                                                                                                |
| 9 maart Vriendschappelijk № 180 «onderlinge duels» 15:00 uur (UTC+2) | Duitsland                                                       | 4 – 2 | Zwitserland                            | Adolf-Hitler-Kampfbahn, Stuttgart Toeschouwers: 55.000 Scheidsrechter: Raffaele Scorzoni (ITA) |
| 9 maart Vriendschappelijk № 180 «onderlinge duels» 15:00 uur (UTC+2) | Helmut Schön 12', 46' Stanislaus Kobierski 49' Fritz Walter 52' |       | 22' Numa Monnard 87' (e.d.) Hans Rohde | Adolf-Hitler-Kampfbahn, Stuttgart Toeschouwers: 55.000 Scheidsrechter: Raffaele Scorzoni (ITA) |

|                                                                      | |       |           |                                                                                         |
| 6 april Vriendschappelijk № 181 «onderlinge duels» 15:00 uur (UTC+2) | Duitsland                                                                                                | 7 – 0 | Hongarije | Müngersdorfer Stadion, Keulen Toeschouwers: 65.000 Scheidsrechter: Pedro Escartín (ESP) |
| 6 april Vriendschappelijk № 181 «onderlinge duels» 15:00 uur (UTC+2) | Paul Janes 24' Fritz Walter 28' Stanislaus Kobierski 33' Wilhelm Hahnemann 51', 67' elmut Schön 62', 81' |       |           | Müngersdorfer Stadion, Keulen Toeschouwers: 65.000 Scheidsrechter: Pedro Escartín (ESP) |

|                                                                       |                       |       |                       |                                                                           |
| 20 april Vriendschappelijk № 182 «onderlinge duels» 15:00 uur (UTC+1) | Zwitserland           | 2 – 1 | Duitsland             | Wankdorf, Bern Toeschouwers: 30.000 Scheidsrechter: Giuseppe Scarpi (ITA) |
| 20 april Vriendschappelijk № 182 «onderlinge duels» 15:00 uur (UTC+1) | Numa Monnard 41', 77' |       | 32' Wilhelm Hahnemann | Wankdorf, Bern Toeschouwers: 30.000 Scheidsrechter: Giuseppe Scarpi (ITA) |

|                                                                     |                       |       |                                                                     | |
| 1 juni Vriendschappelijk № 183 «onderlinge duels» 17:30 uur (UTC+2) | Roemenië              | 1 – 4 | Duitsland                                                           | Stadionul Oficiul Național de Educație Fizică, Boekarest Toeschouwers: 40.000 Scheidsrechter: Ján Bízik (SVK) |
| 1 juni Vriendschappelijk № 183 «onderlinge duels» 17:30 uur (UTC+2) | Valeriu Niculescu 88' |       | 5', 67' Ernest Wilimowski 26' Fritz Walter 33' Stanislaus Kobierski | Stadionul Oficiul Național de Educație Fizică, Boekarest Toeschouwers: 40.000 Scheidsrechter: Ján Bízik (SVK) |

|                                                                      |                                                                          |       |                  |                                                                             |
| 15 juni Vriendschappelijk № 184 «onderlinge duels» 16:30 uur (UTC+2) | Duitsland                                                                | 5 – 1 | Kroatië          | Praterstadion, Wenen Toeschouwers: 39.000 Scheidsrechter: Adolf Miesz (GER) |
| 15 juni Vriendschappelijk № 184 «onderlinge duels» 16:30 uur (UTC+2) | Ernst Lehner 30', 51' (pen.) Fritz Walter 66', 80' Ernest Wilimowski 69' |       | 16' Franjo Wölfl | Praterstadion, Wenen Toeschouwers: 39.000 Scheidsrechter: Adolf Miesz (GER) |

|                                                                        |                                                  |       |                                   |                                                                                   |
| 5 oktober Vriendschappelijk № 185 «onderlinge duels» 14:00 uur (UTC+1) | Zweden                                           | 4 – 2 | Duitsland                         | Råsundastadion, Solna Toeschouwers: 36.532 Scheidsrechter: Valdemar Laursen (DEN) |
| 5 oktober Vriendschappelijk № 185 «onderlinge duels» 14:00 uur (UTC+1) | Nils Karlsson 24', 49', 80' Malte Mårtensson 28' |       | 31' Ernst Lehner 88' Fritz Walter | Råsundastadion, Solna Toeschouwers: 36.532 Scheidsrechter: Valdemar Laursen (DEN) |

|                                                                        |         |                                                                 |           |                                                                                       |
| 5 oktober Vriendschappelijk № 186 «onderlinge duels» 14:00 uur (UTC+2) | Finland | 0 – 6                                                           | Duitsland | Olympisch Stadion, Helsinki Toeschouwers: 7.138 Scheidsrechter: Ragnar Eriksson (SWE) |
| 5 oktober Vriendschappelijk № 186 «onderlinge duels» 14:00 uur (UTC+2) |         | 28', 58', 63' Hermann Eppenhoff 43', 70', 83' Ernest Wilimowski |           | Olympisch Stadion, Helsinki Toeschouwers: 7.138 Scheidsrechter: Ragnar Eriksson (SWE) |

|                                                                          |                       |       |                |                                                                                        |
| 16 november Vriendschappelijk № 187 «onderlinge duels» 15:00 uur (UTC+2) | Duitsland             | 1 – 1 | Denemarken     | Stadion am Ostragehege, Dresden Toeschouwers: 45.000 Scheidsrechter: Ivan Eklind (SWE) |
| 16 november Vriendschappelijk № 187 «onderlinge duels» 15:00 uur (UTC+2) | Wilhelm Hahnemann 38' |       | 56' Kaj Hansen | Stadion am Ostragehege, Dresden Toeschouwers: 45.000 Scheidsrechter: Ivan Eklind (SWE) |

|                                                                         |                                                       |       |           |                                                                                       |
| 7 december Vriendschappelijk № 188 «onderlinge duels» 14:00 uur (UTC+2) | Duitsland                                             | 4 – 0 | Slowakije | Hermann Göringstadion, Breslau Toeschouwers: 30.000 Scheidsrechter: Emil Kroner (ROU) |
| 7 december Vriendschappelijk № 188 «onderlinge duels» 14:00 uur (UTC+2) | Fritz Walter 6' Ludwig Durek 9' Edmund Conen 27', 62' |       |           | Hermann Göringstadion, Breslau Toeschouwers: 30.000 Scheidsrechter: Emil Kroner (ROU) |

### 1942
|                                                                         |         |                                              |           |                                                                                 |
| 18 januari Vriendschappelijk № 189 «onderlinge duels» 15:00 uur (UTC+2) | Kroatië | 0 – 2                                        | Duitsland | Tratinska cesta, Zagreb Toeschouwers: 12.000 Scheidsrechter: Jozef Mohler (SVK) |
| 18 januari Vriendschappelijk № 189 «onderlinge duels» 15:00 uur (UTC+2) |         | 44' (e.d.) Miroslav Brozović 66' Karl Decker |           | Tratinska cesta, Zagreb Toeschouwers: 12.000 Scheidsrechter: Jozef Mohler (SVK) |

|                                                                         |                 |       |                             |                                                                                 |
| 1 februari Vriendschappelijk № 190 «onderlinge duels» 15:00 uur (UTC+2) | Duitsland       | 1 – 2 | Zwitserland                 | Praterstadion, Wenen Toeschouwers: 32.000 Scheidsrechter: Giuseppe Scarpi (ITA) |
| 1 februari Vriendschappelijk № 190 «onderlinge duels» 15:00 uur (UTC+2) | Karl Decker 71' |       | 72', 88' Ruedi Kappenberger | Praterstadion, Wenen Toeschouwers: 32.000 Scheidsrechter: Giuseppe Scarpi (ITA) |

|                                                                       |                 |       |                   |                                                                                       |
| 12 april Vriendschappelijk № 191 «onderlinge duels» 18:00 uur (UTC+2) | Duitsland       | 1 – 1 | Spanje            | Olympiastadion, Berlijn Toeschouwers: 80.000 Scheidsrechter: Rinaldo Barlassina (ITA) |
| 12 april Vriendschappelijk № 191 «onderlinge duels» 18:00 uur (UTC+2) | Karl Decker 58' |       | 76' (pen.) Campos | Olympiastadion, Berlijn Toeschouwers: 80.000 Scheidsrechter: Rinaldo Barlassina (ITA) |

|                                                                    |                                                                      |       |                                                                        |                                                                                   |
| 3 mei Vriendschappelijk № 192 «onderlinge duels» 17:00 uur (UTC+2) | Hongarije                                                            | 3 – 5 | Duitsland                                                              | Üllői út, Boedapest Toeschouwers: 38.000 Scheidsrechter: Rinaldo Barlassina (ITA) |
| 3 mei Vriendschappelijk № 192 «onderlinge duels» 17:00 uur (UTC+2) | Mihály Nagymarosi 18' (pen.) Gyula Zsengellér 30' András Tihanyi 45' |       | 16', 65' Fritz Walter 59' Paul Janes 70' Friedo Dörfel 89' Albert Sing | Üllői út, Boedapest Toeschouwers: 38.000 Scheidsrechter: Rinaldo Barlassina (ITA) |

|                                                                      |           |                                    |           |                                                                              |
| 19 juli Vriendschappelijk № 193 «onderlinge duels» 18:15 uur (UTC+2) | Bulgarije | 0 – 3                              | Duitsland | Joenakstadion, Sofia Toeschouwers: 12.000 Scheidsrechter: Jozef Mohler (SVK) |
| 19 juli Vriendschappelijk № 193 «onderlinge duels» 18:15 uur (UTC+2) |           | 1', 42' Karl Decker 31' Willi Arlt |           | Joenakstadion, Sofia Toeschouwers: 12.000 Scheidsrechter: Jozef Mohler (SVK) |

|                                                                          | |       |          |                                                                                     |
| 16 augustus Vriendschappelijk № 194 «onderlinge duels» 16:00 uur (UTC+2) | Duitsland                                                                                                  | 7 – 0 | Roemenië | Hindenburg-Kampfbahn, Bytom Toeschouwers: 55.000 Scheidsrechter: Jozef Mohler (SVK) |
| 16 augustus Vriendschappelijk № 194 «onderlinge duels» 16:00 uur (UTC+2) | Herbert Burdenski 43' Fritz Walter 49', 56', 80' Karl Decker 76' August Klingler 62' Ernest Wilimowski 86' |       |          | Hindenburg-Kampfbahn, Bytom Toeschouwers: 55.000 Scheidsrechter: Jozef Mohler (SVK) |

|                                                                           |                                      |       |                                                       |                                                                                     |
| 20 september Vriendschappelijk № 195 «onderlinge duels» 16:00 uur (UTC+2) | Duitsland                            | 2 – 3 | Zweden                                                | Olympiastadion, Berlijn Toeschouwers: 90.000 Scheidsrechter: Valdemar Laursen (DEN) |
| 20 september Vriendschappelijk № 195 «onderlinge duels» 16:00 uur (UTC+2) | Ernst Lehner 13' August Klingler 39' |       | 7' Arne Nyberg 44' Nils Karlsson 63' Malte Mårtensson | Olympiastadion, Berlijn Toeschouwers: 90.000 Scheidsrechter: Valdemar Laursen (DEN) |

|                                                                         |                                                    |       |                                      |                                                                          |
| 18 oktober Vriendschappelijk № 196 «onderlinge duels» 15:00 uur (UTC+1) | Zwitserland                                        | 3 – 5 | Duitsland                            | Wankdorf, Bern Toeschouwers: 30.000 Scheidsrechter: Pedro Escartín (ESP) |
| 18 oktober Vriendschappelijk № 196 «onderlinge duels» 15:00 uur (UTC+1) | Alfred Bickel 17' Lauro Amadò 33' Fritz Walter 80' |       | 10', 31', 43', 57' Ernest Wilimowski | Wankdorf, Bern Toeschouwers: 30.000 Scheidsrechter: Pedro Escartín (ESP) |

|                                                                         |                                                                                |       |                  |                                                                                                   |
| 1 november Vriendschappelijk № 197 «onderlinge duels» 15:00 uur (UTC+2) | Duitsland                                                                      | 5 – 1 | Kroatië          | Adolf-Hitler-Kampfbahn, Stuttgart Toeschouwers: 50.000 Scheidsrechter: Ferenc Palásti (Hongarije) |
| 1 november Vriendschappelijk № 197 «onderlinge duels» 15:00 uur (UTC+2) | Paul Janes 20' Fritz Walter 42' Ernest Wilimowski 58', 69' August Klingler 86' |       | 75' Franjo Wölfl | Adolf-Hitler-Kampfbahn, Stuttgart Toeschouwers: 50.000 Scheidsrechter: Ferenc Palásti (Hongarije) |

|                                                                          |                                  |       |                                                                     |                                                                                   |
| 22 november Vriendschappelijk № 198 «onderlinge duels» 13:45 uur (UTC+1) | Slowakije                        | 2 – 5 | Duitsland                                                           | Tehelné pole, Bratislava Toeschouwers: 12.000 Scheidsrechter: Franjo Bažant (CRO) |
| 22 november Vriendschappelijk № 198 «onderlinge duels» 13:45 uur (UTC+1) | Jozef Luknár 49' Štefan Biró 59' |       | 1', 44', 46' August Klingler 62' Edmund Adamkiewicz 83' Karl Decker | Tehelné pole, Bratislava Toeschouwers: 12.000 Scheidsrechter: Franjo Bažant (CRO) |

### 1943
Geen interlands gespeeld.

### 1944
Geen interlands gespeeld.

### 1945
Geen interlands gespeeld.

### 1946
Geen interlands gespeeld.

### 1947
Geen interlands gespeeld.

### 1948
Geen interlands gespeeld.

### 1949
Geen interlands gespeeld.
DFB · A-internationals · Bondscoaches · Duits vrouwenelftal · Olympisch elftal · Duitsland U21 · Duitsland U20 · Duitsland U19 · Duitsland U18 · Duitsland U17 · Duitsland U16 · Vrouwen U17
1905 – 1919 · 
1920 – 1929 · 
1930 – 1939 · 
1940 – 1949 · 
1950 – 1959 · 
1960 – 1969 · 
1970 – 1979 · 
1980 – 1989 · 
1990 – 1999 · 
2000 – 2009 · 
2010 – 2019 · 
2020 – 2029
EK's: 1972 · 
1976 · 
1980 · 
1984 · 
1988 · 
1992 · 
1996 · 
2000 · 
2004 · 
2008 · 
2012 · 
2016 · 
2020 · 
2024
CC: 1999 · 
2005 · 
2017
WK's: 1934 ·
1938 · 
1954 · 
1958 · 
1962 · 
1966 · 
1970 · 
1974 · 
1978 · 
1982 · 
1986 · 
1990 · 
1994 · 
1998 · 
2002 · 
2006 · 
2010 · 
2014 · 
2018 · 
2022
OS: 1912 ·
1928 ·
1936 ·
2016 ·
2020
Albanië ·
Algerije ·
Argentinië ·
Armenië ·
Australië ·
Azerbeidzjan ·
België ·
Bohemen en Moravië ·
Bolivia ·
Bosnië en Herzegovina ·
Brazilië ·
Bulgarije ·
Canada ·
Chili ·
China ·
Colombia ·
Costa Rica ·
Cyprus ·
DDR ·
Denemarken ·
Ecuador ·
Egypte ·
Engeland ·
Estland ·
Faeröer ·
Finland ·
Frankrijk ·
Georgië ·
Ghana ·
Gibraltar ·
GOS ·
Griekenland ·
Hongarije ·
Ierland ·
IJsland ·
Iran ·
Israël ·
Italië ·
Ivoorkust ·
Japan ·
Joegoslavië ·
Kameroen ·
Kazachstan ·
Koeweit ·
Kroatië ·
Letland ·
Liechtenstein ·
Litouwen ·
Luxemburg ·
Malta ·
Marokko ·
Mexico ·
Moldavië ·
Nederland ·
Nieuw-Zeeland ·
Nigeria ·
Noord-Ierland ·
Noord-Macedonië ·
Noorwegen ·
Oekraïne ·
Oman ·
Oostenrijk ·
Paraguay ·
Peru ·
Polen ·
Portugal ·
Roemenië ·
Rusland ·
Saarland ·
San Marino ·
Saoedi-Arabië ·
Schotland ·
Servië ·
Servië en Montenegro · 
Slovenië ·
Slowakije ·
Sovjet-Unie ·
Spanje ·
Thailand ·
Tsjechië ·
Tsjecho-Slowakije ·
Tunesië ·
Turkije ·
Uruguay ·
Verenigde Arabische Emiraten ·
Verenigde Staten ·
Wales ·
Wit-Rusland ·
Zuid-Afrika ·
Zuid-Korea ·
Zweden ·
Zwitserland
Algerije (1982) · 
Algerije (2014) · 
Argentinië (1986) ·
Argentinië (1990) ·
Argentinië (2006) ·
Argentinië (2014) · 
Australië (2010) ·
België (1980) · 
Brazilië (2002) ·
Brazilië (2014) · 
Chili (1982) ·
Costa Rica (2006) ·
Denemarken (1992) ·
Denemarken (2012) · 
Ecuador (2006) ·
Engeland (1966) ·
Engeland (1982) ·
Engeland (2010) ·
Engeland (2021) ·
Frankrijk (2014) · 
Frankrijk (2021) · 
Ghana (2014) ·
Griekenland (2012) · 
Hongarije (1954, 2) ·
Hongarije (2021) ·
Italië (1982) ·
Italië (2006) ·
Italië (2012) · 
Japan (2022) · 
Kroatië (2008) ·
Mexico (2018) ·
Nederland (1974) ·
Nederland (2012) ·
Oekraïne (2016) ·
Oostenrijk (1982) ·
Oostenrijk (2008) ·
Polen (2006) ·
Polen (2008) ·
Polen (2016) ·
Portugal (2006) ·
Portugal (2008) ·
Portugal (2012) ·
Portugal (2014) ·
Portugal (2021) ·
Servië (2010) ·
Sovjet-Unie (1972) · 
Spanje (1982) ·
Spanje (2008) ·
Spanje (2022) ·
Tsjechië (1996, 2) · 
Tsjecho-Slowakije (1976) ·
Turkije (2008) ·
Verenigde Staten (2014) ·
Zuid-Korea (2018) ·
Zweden (2006)
Albanië · België · Bulgarije · Denemarken · Duitsland · Engeland · Estland · Finland · Frankrijk · Griekenland · Hongarije · Ierland · IJsland · Israël · Italië · Joegoslavië · Kroatië · Letland · Litouwen · Luxemburg · Nederland · Noord-Ierland · Noorwegen · Oostenrijk · Polen · Portugal · Roemenië · Schotland · Slowakije · Spanje · Tsjecho-Slowakije · Turkije · Wales · Zweden · Zwitserland